# ヘルツ振動子 (ライフゲーム)
ヘルツ振動子 (hertz oscillator) とは、ライフゲームに出てくる振動子の1つで周期は8である。この物体は自然に生まれることはまずないが、エデンの園配置ではないので生まれる可能性はある。

## 構造
また、この真ん中の部分をたくさん並べ、周りにブロックなどを加えればもっと大きくすることもできる。